# Foostock
Foostock är en bergstopp i Schweiz.   Den ligger i distriktet Wahlkreis Sarganserland och kantonen Sankt Gallen, i den östra delen av landet, 140 km öster om huvudstaden Bern. Toppen på Foostock är 2 611 meter över havet, eller 393 meter över den omgivande terrängen. Bredden vid basen är 3,2 km.
Terrängen runt Foostock är huvudsakligen bergig. Närmaste större samhälle är Glarus, 16,3 km nordväst om Foostock. 
Trakten runt Foostock består i huvudsak av gräsmarker. Runt Foostock är det ganska glesbefolkat, med 38 invånare per kvadratkilometer.